# Schitu Frumoasa, Bacău
Schitu Frumoasa este un sat în comuna Balcani din județul Bacău, Moldova, România.